# Trionfo di Cicerone

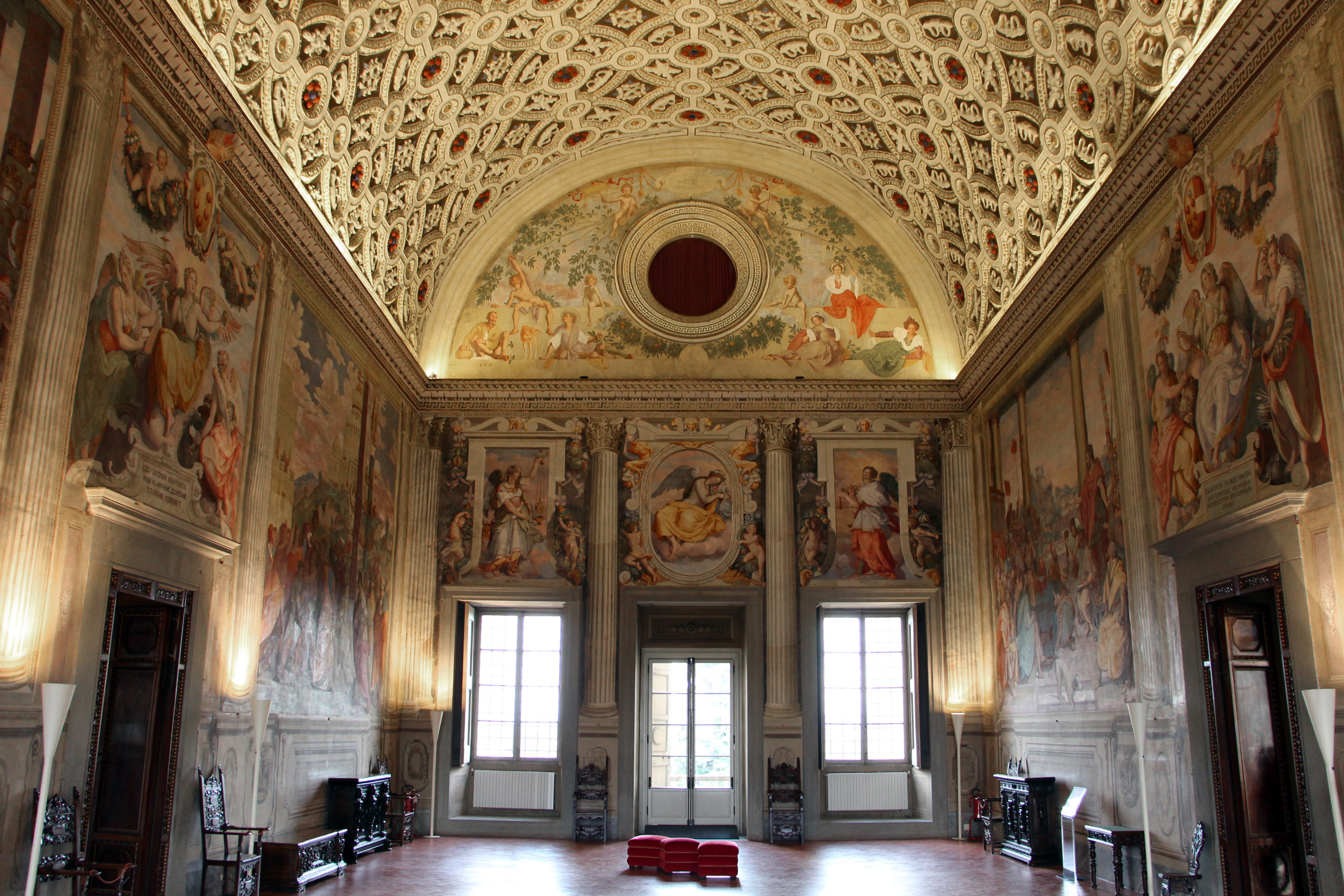
Il salone Leone X della villa medicea di Poggio a Caiano

Il Trionfo di Cicerone è un affresco (circa 500x540 cm) realizzato da Franciabigio e Alessandro Allori nella sala centrale della villa medicea di Poggio a Caiano, nella provincia di Prato, Italia. Risale circa al 1520 (prima fase) e al 1582 (seconda fase).
L'opera d'arte rappresenta un episodio cruciale nella vita dello statista e oratore romano Marco Tullio Cicerone, che smascherò la congiura di Catilina, la quale minacciava la stabilità della Repubblica Romana. Nell'affresco, Cicerone è raffigurato come il salvatore della repubblica, colui che convinse il Senato a intervenire e così prevenire un colpo di Stato. Si sottolinea il ruolo di Cicerone come difensore della legge e la sua vittoria sui cospiratori.

## Prima fase, 1513-1520
Tra il 1513 e il 1520, dopo il ritorno dei Medici, i lavori furono completati su iniziativa di Papa Leone X. Egli voleva rendere omaggio a suo padre Lorenzo il Magnifico e ad altre importanti figure della famiglia Medici. La decorazione della villa, concepita dallo storico Paolo Giovio, era destinata a celebrare la gloria della dinastia Medici attraverso episodi della storia romana classica.
Nel Trionfo di Cicerone, c'è un chiaro parallelo con Cosimo de' Medici il Vecchio, il capostipite della famiglia Medici. Cosimo fu esiliato da Firenze nel 1433 dai suoi oppositori politici, ma tornò trionfalmente nel 1434 e ristabilì il suo potere. Questo ritorno segnò un periodo di stabilità e prosperità per Firenze, paragonabile al ritorno trionfale di Cicerone a Roma. Nell'affresco di Franciabigio, Cicerone è portato in trionfo al Campidoglio da una folla entusiasta, una scena che allude all'esilio e al glorioso ritorno di Cosimo. Entrambe le figure sono presentate come salvatori delle rispettive repubbliche, fornendo un chiaro simbolismo al messaggio politico che la famiglia Medici voleva trasmettere.

## Seconda fase, ca.1580

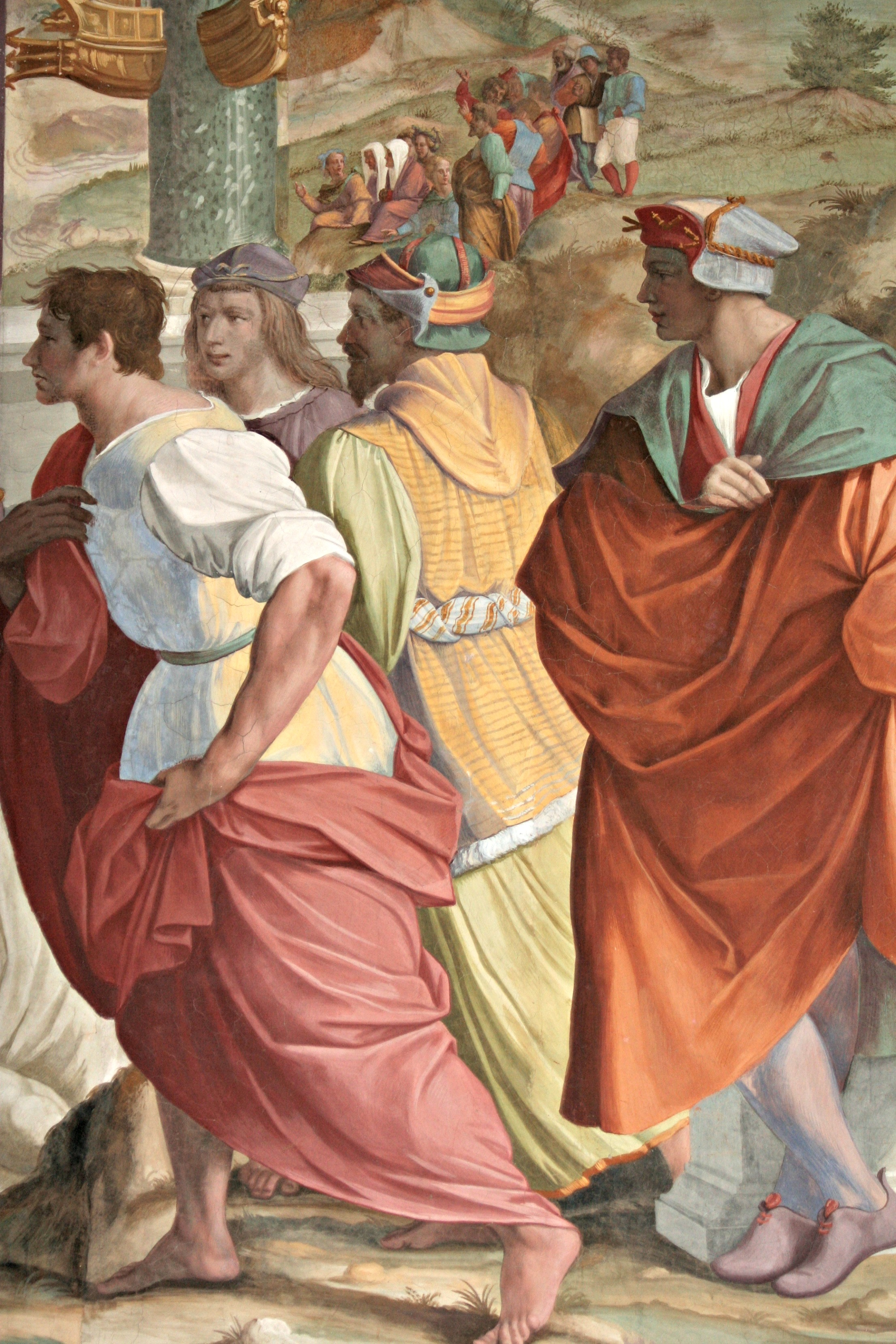
Particolare dell'affresco - Aggiunta dell'Allori

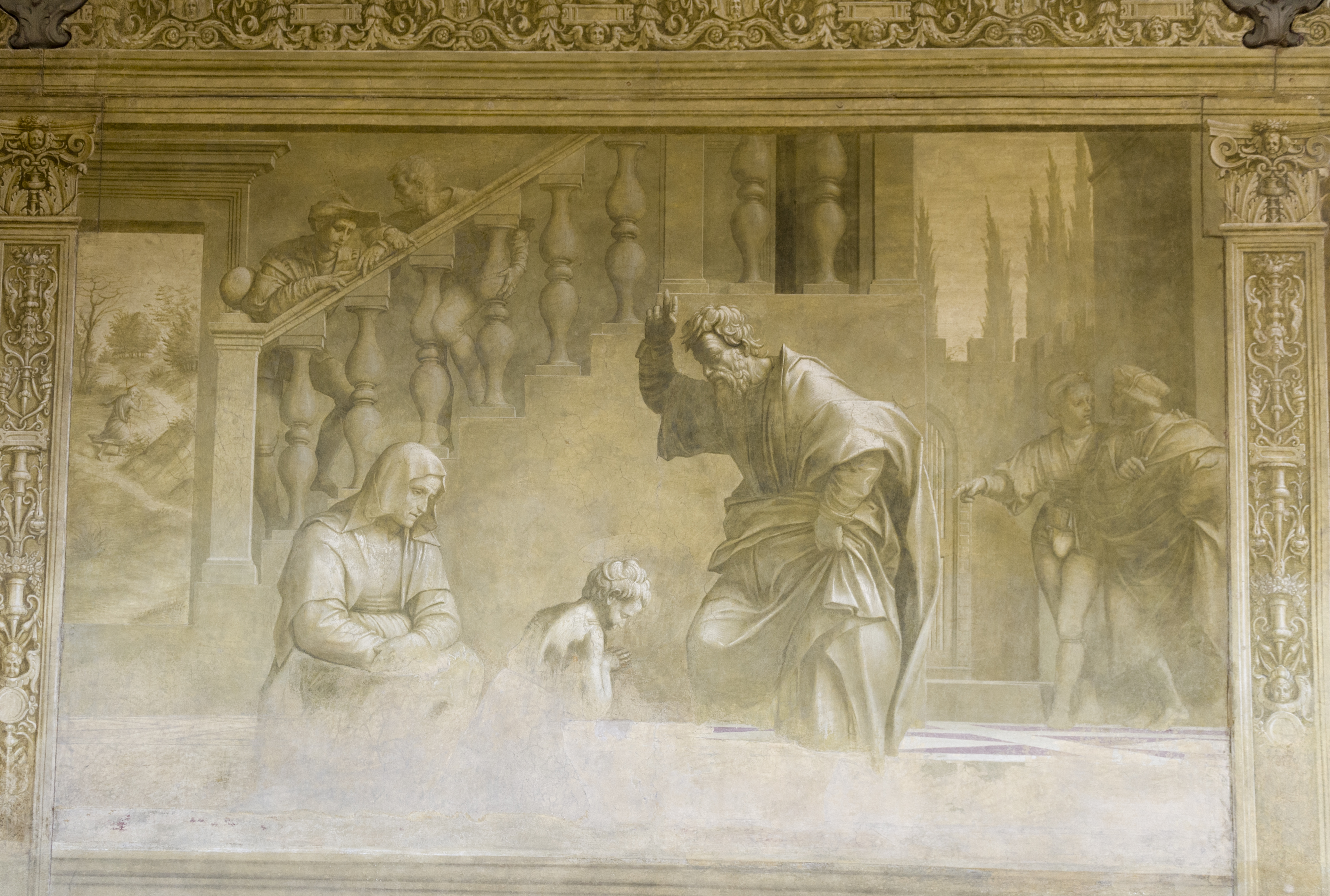
Franciabigio Benedizione di San Giovannino, Chiostro dello Scalzo. Allori ha copiato la figura a destra sullo sfondo

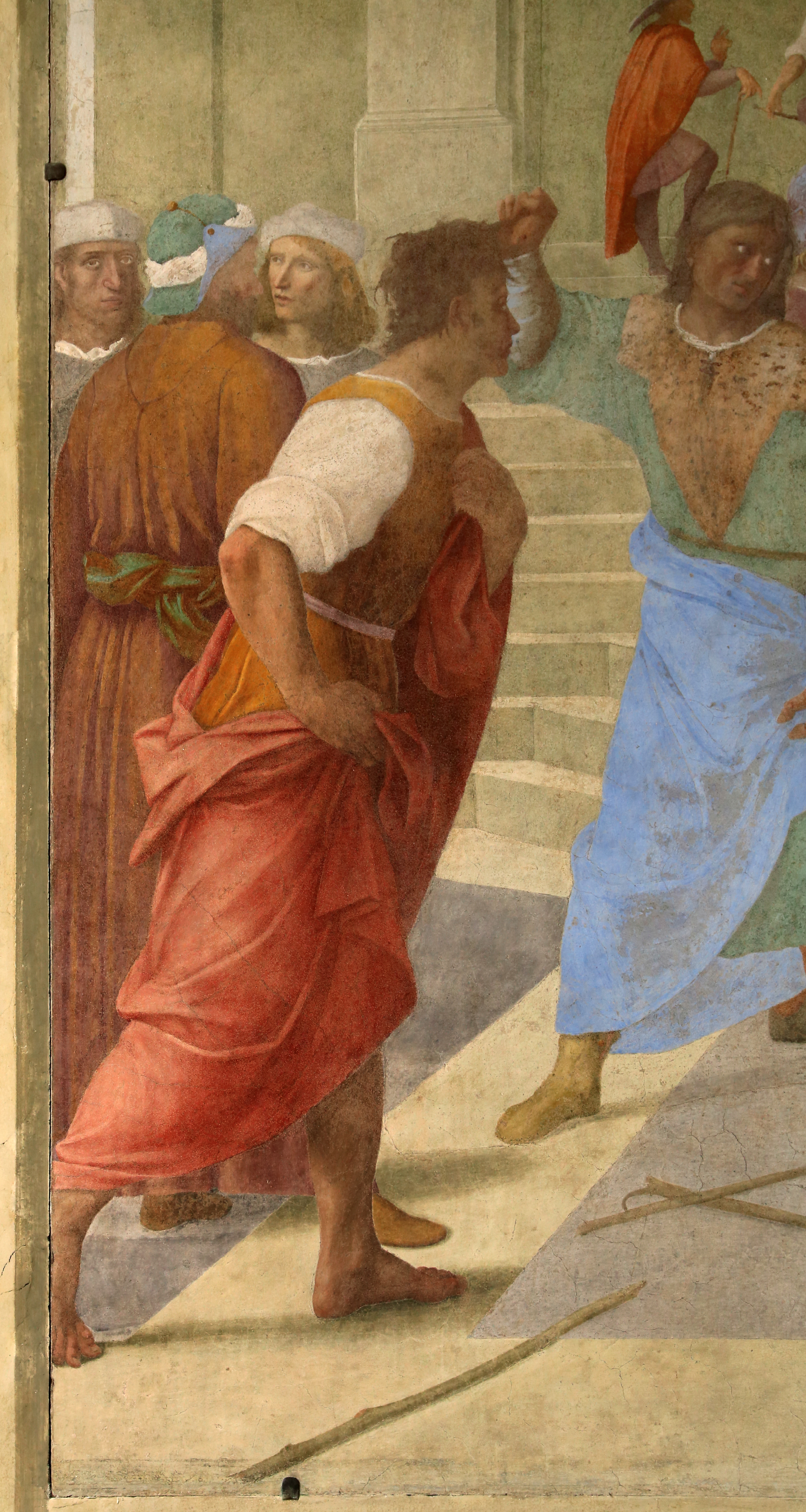
Franciabigio Sposalizio della Vergine (1513), Ss. Annunziata

I lavori per la decorazione della villa furono interrotti, tuttavia, dopo la morte di Papa Leone X nel dicembre 1521. Fu solo tra il 1578 e il 1582, su ordine del Granduca Francesco de' Medici, che la decorazione della villa fu ripresa e gli affreschi di Del Sarto e Franciabigio furono ampliati da Alessandro Allori.
Allori ampliò l'affresco di Franciabigio, Il Trionfo di Cicerone, aggiungendo nuove figure che copiò dalle opere precedenti di Franciabigio nel Chiostro dello Scalzo e nella Santissima Annunziata a Firenze. Le sue aggiunte, la fascia con l'obelisco e la colonna rostrale, così come la statua del dio fluviale Tevere e il gruppo di quattro figure in primo piano a destra, conferiscono all'affresco una maggiore ampiezza in linea con il rinnovato disegno spaziale. In questo modo, Allori completò l'opera iniziata decenni prima, onorando i temi classici dei Medici e rafforzando la loro eredità a Firenze.
Nella stessa grande sala, Allori ampliò nello stesso modo l'affresco di Andrea del Sarto, Tributo a Cesare.

## Riferimenti
1. ↑  Claudio Cerretelli, Prato e la sua provincia, Giunti, 1996, p. 302.
2. 1 2  J. Kliemann, Politische und humanistische Ideen der Medici in der Villa Poggio a Caiano: Untersuchungen zu den Fresken der Sala grande, Bamberg, 1976.
3. ↑  
 GIiudici, Francesco, detto il Franciabigio, in Dizionario biografico degli italiani, Roma, Istituto dell'Enciclopedia Italiana.
4. ↑  Van der Windt, Hans. “New Light on Alessandro Allori's Additions to the Frescoes at Poggio a Caiano.” The Burlington Magazine, vol. 142, no. 1164, 2000, pp. 170–175. JSTOR, http://www.jstor.org/stable/888694. Accessed 8 September 2024.